# سیزده‌چهل
سیزده‌چهل چهارمین آلبوم استودیویی گروه بمرانی است که در بهمن‌ماه سال ۱۳۹۷ منتشر شد. آهنگ‌های این آلبوم بازخوانی ترانه‌های قدیمی دهه‌ی ۴۰ شمسی ایران است.

## سبک
بمرانی در آلبوم سیزده‌چهل آثار قدیمی موسیقی ایرانی در دهه چهل را بازخوانی کرده است. نام آلبوم نیز اشاره‌ای است به دهه چهل که ترانه‌ها از آن دوره انتخاب شده‌اند. آثار موسیقیدانان و خوانندگانی مانند همایون خرم، جمشید شیبانی، ضیا مختار پور، قوامی، ویگن و اونیک برای بازخوانی انتخاب شدند. با وجود اینکه بمرانی از ملودی و ترانه‌های اصلی در کار خحود استفاده کردند اما تم‌های موسیقی غربی و سازبندی‌های جدید در آهنگ‌ها استفاده شده است.

## رونمایی
رونمایی آلبوم در خانه موزه بتهوون و در تاریخ ۱۱ بهمن ۱۳۹۷ صورت گرفت که بمرانی به اجرا نیز پرداخت. بمرانی به همراه رونمایی از آلبوم تیزر این رونمایی را نیز منتشر کرد. در کنار نسخه اصلی آلبوم به صورت سی‌دی، ۱۰۰ نوار کاست که به صورت محدود منتشر شده بودند نیز به فروش رفت. پس از تهران بمرانی در اصفهان و شیراز از آلبوم خود رونمایی کرد. بعد از انتشار آلبوم، بمرانی به تور کنسرت اروپا رفت.

## نماهنگ
نماهنگ قطعه‌ی تو کجایی به کارگردانی علی یاررستمی ساخته شد. در این نماهنگ اعضای گروه درون یک اتاق به اجرای اهنگ می‌پردازند. قطعه تو کجایی توسط عباس مهرپویا ساخته شده بود که خود یازخوانی‌ای از آهنگی ایتالیایی به نام Mariani donne e guai است.

## لیست آهنگ‌ها
| شماره      | نام                  | مدت   |
| ---------- | -------------------- | ----- |
| ۱.         | «تو کجایی؟»          | ۲:۳۳  |
| ۲.         | «اسب سفید»           | ۴:۰۳  |
| ۳.         | «پری»                | ۲:۴۲  |
| ۴.         | «سر کنم ای برگ خزان» | ۲:۴۱  |
| ۵.         | «تانگوی باد بهاری»   | ۲:۵۹  |
| ۶.         | «روز و شب»           | ۲:۵۹  |
| ۷.         | «افسانه»             | ۳:۲۷  |
| ۸.         | «فردای روشن»         | ۳:۳۰  |
| ۹.         | «جون مریم»           | ۲:۳۲  |
| ۱۰.        | «شیدایی»             | ۳:۴۸  |
| ۱۱.        | «نرگس شیراز»         | ۲:۰۴  |
| ۱۲.        | «زندگی خوب»          | ۴:۰۷  |
| مجموع مدت: | مجموع مدت:           | ۳۷:۲۵ |